# Live Tour 2003 上弦の月 〜最終章〜
『Live Tour 2003 上弦の月 〜最終章〜』(ライブ ツアー にせんさん じょうげんのつき さいしゅうしょう)は、2003年9月18日に発売されたGacktのライブ・ビデオ。発売元は日本クラウン。

## 概要
- 「MOON Project」の一環として、2003年に行われたライブツアー『Gackt Live Tour 2003 上弦の月』(全8か所13公演)のうち、ツアーファイナルとなった2003年7月6日の横浜アリーナ公演のライブの映像が収録されている。なお、トーク部分はカットされている。
- 2002年に行われたアルバムツアー『Gackt Live Tour 2002 下弦の月』の続編で、それに伴い、3rdアルバム『MOON』収録曲の「death wish」を除く全ての楽曲が、前回のツアーから引き続き演奏されている[1]。
- なお、今回は2つの特典映像が収録されており、1つ目は、Gacktの誕生日祝いをする部分が収録されている。2つ目は、ファンからGacktへのメッセージが挿入されている。また、Gacktからのメッセージが挿入されている。

## 収録曲
1. Noah
「MOON Project」についてのこれまでの経緯が説明されている。
2. Speed Master
下がっていた幕が上がってから数秒経った後、イントロでスモークが噴出される演出がなされる。なお、前回とは異なり、キーを半音下げて演奏されている。本楽曲演奏後、間髪をおかずに次曲に移る。
3. Lu:na
ここから、ダンサーが参加。
4. Fragrance
前回のライブツアーとは異なり、ダンサーが参加している。
5. rain
前回のライブツアーと同様に、2番のサビ歌唱後に、雨を降らす演出がなされる。
6. Solitude ～regret～
第2章。未発表曲で、現在も音源化はされていない。
7. 君が待っているから
初映像化[2]。
8. Doomsday
前回のライブツアーと、キーは同じ。
9. 月の詩 ～TSUKI no UTA～
ライブツアーでは初披露。シングルの表記にはなかったサブタイトルが追加されている。
10. Missing
ここから第3章。
11. Mirror
前回のライブツアーと、キーやアレンジの仕方は同じ。DVDは、ここまでがDISC 1となっている。
12. ANOTHER WORLD
前回のライブツアーとは異なり、各サポートメンバーのソロ演奏はなく、コール&レスポンスの後に演奏されている。なお、歌詞を一部間違って歌っているが、そのまま収録されている。
13. Soleil
前回とは異なり、今回は「U+K」で登場する猫の着ぐるみをきたダンサーなどが登場する。
14. wa・su・re・na・i・ka・ra
前回のライブツアーと、キーやアレンジは同じ。
15. 君が追いかけた夢
ライブツアーでは初披露。今ツアー限りの原曲キーでの演奏。歌唱前、Gacktからのメッセージが挿入されている。また、ラストサビ前に銀テープを飛ばす演出がなされている。アウトロにはCD音源にはなかったSEが追加されている。
16. memories
「君が待っているから」と同様に、初映像化。1番のサビ前まではスローテンポで演奏されていて、サビから本来のバンドサウンドに戻る。
17. birdcage
第4章。ライブツアーでは初披露。
18. オレンジの太陽
最終章。ライブツアーでは初披露。映画『MOON CHILD』で共演した山本太郎、ゼニー・クォック、ワン・リーホンが登場。映画の名シーンをバックに演奏。また、HYDEが歌う部分を、ワン・リーホンが担当している。